# Никульское (деревня, Сергиево-Посадский район)
Никульское — деревня в Сергиево-Посадском районе Московской области России, входит в состав сельского поселения Березняковское.

## Население
| 1859 | 1886 | 1895 | 1905 | 1926 | 2002 | 2006 | 2010 |
| ---- | ---- | ---- | ---- | ---- | ---- | ---- | ---- |
| 266  | ↘200 | ↘155 | ↗170 | ↗176 | ↘10  | ↘7   | ↘1   |

## География
Деревня Никульское расположена на севере Московской области, в юго-восточной части Сергиево-Посадского района, примерно в 68 км к северу от Московской кольцевой автодороги и 17 км к востоку от станции Сергиев Посад Ярославского направления Московской железной дороги, по правому берегу речки Звенигородки бассейна Клязьмы.
В 5 км западнее деревни проходит Ярославское шоссе М8, в 7 км юго-западнее — Московское большое кольцо А108, в 9 км к северу — автодорога Р75 Александров — Владимир. Ближайшие сельские населённые пункты — деревни Гагино, Дивово, Истомино и Яковлево.
К деревне приписано садоводческое товарищество (СНТ).

## История

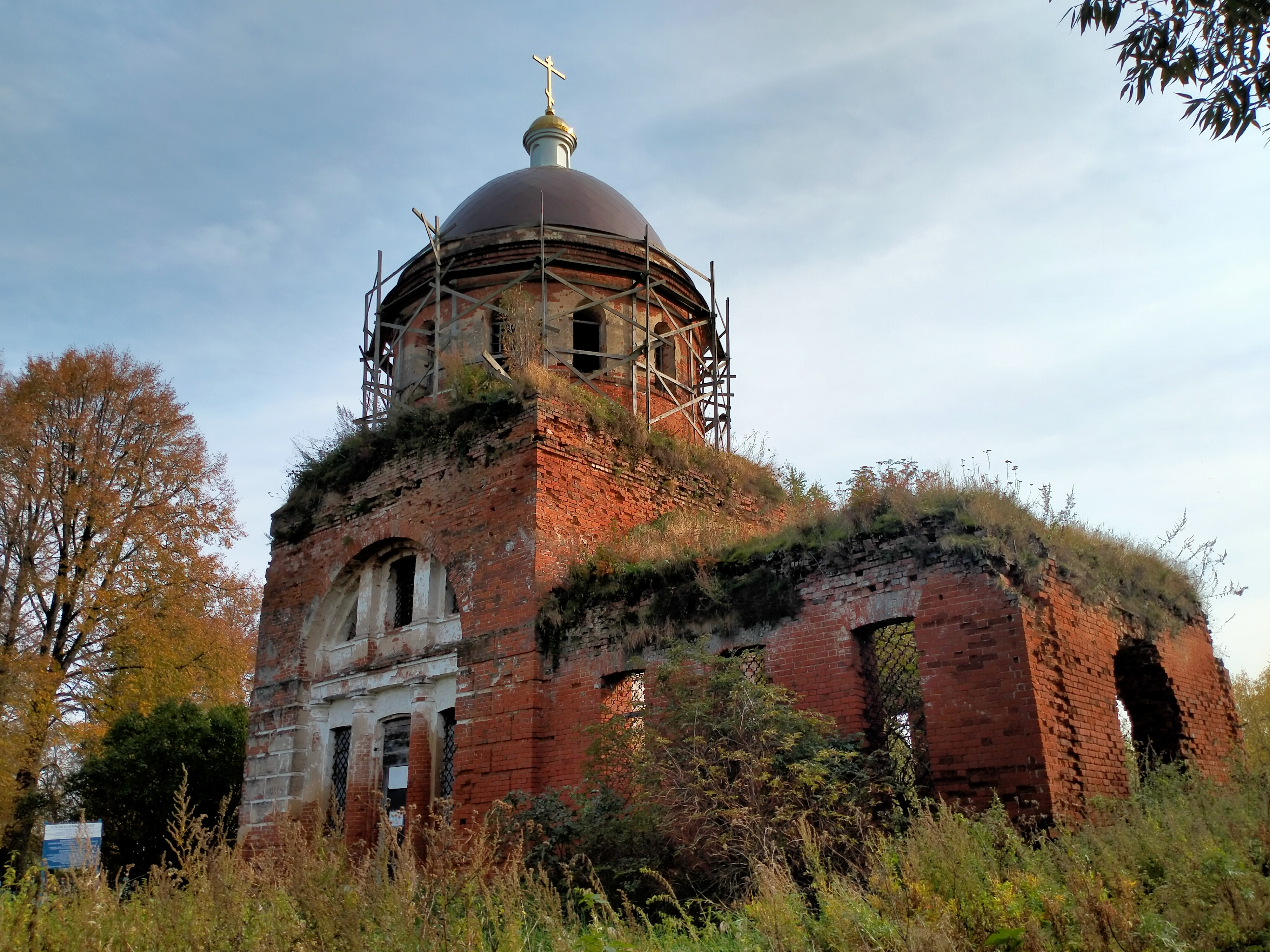
Церковь Покрова Пресвятой Богородицы в с. Никульское

В XV веке окрестности села входили в состав волости Кинела, а село принадлежало волоцким князьям — Василию Васильевичу и затем Борису Васильевичу, у которого в 1497 году его выменял великий князь Иоанн III Васильевич на свои тверские сёла.
В конце XVII века Никульское принадлежало стольнику Ивану Аничкову и стряпчему Петру Аничкову. В 1665 году в селе была построена церковь, освящённая в 1676 году во имя Покрова Пресвятой Богородицы.
В «Списке населённых мест» 1862 года Никульское (Исаково) — владельческое село 2-го стана Александровского уезда Владимирской губернии по правую сторону Ярославского шоссе от границы Дмитровского уезда к Переяславскому, в 28 верстах от уездного города и 32 верстах от становой квартиры, при речке Вздери Ноге, с 36 дворами, 2 православными церквями и 266 жителями (113 мужчин, 153 женщины).
По данным на 1895 год — село Рогачёвской волости Александровского уезда с 155 жителями (75 мужчин, 80 женщин). Основным промыслом населения являлось хлебопашество, в зимнее время женщины и подростки занимались размоткой шёлка и клеением гильз, 65 человек уезжали в качестве рабочих на отхожий промысел на фабрики Александровского уезда.
По материалам Всесоюзной переписи населения 1926 года — деревня Смятневского сельсовета Рогачёвской волости Сергиевского уезда Московской губернии в 9,6 км от Ярославского шоссе и 7,5 км от станции Сергиево Северной железной дороги; проживало 176 человек (86 мужчин, 90 женщин), насчитывалось 34 крестьянских хозяйства.
С 1929 года — населённый пункт Московской области в составе:
- Яковлевского сельсовета Сергиевского района (1929—1930)[15],
- Яковлевского сельсовета Загорского района (1930—1939)[16],
- Дивовского сельсовета Загорского района (1939—1954)[17],
- Бужаниновского сельсовета Загорского района (1954—1963, 1965—1991)[17][18][19],
- Бужаниновского сельсовета Мытищинского укрупнённого сельского района (1963—1965)[18],
- Бужаниновского сельсовета Сергиево-Посадского района (1991—1994)[19],
- Бужаниновского сельского округа Сергиево-Посадского района (1994—2006)[20],
- сельского поселения Березняковское Сергиево-Посадского района (2006 — н. в.)[21][22].